# Dragan Zdravković
Dragan Zdravković (* 16. prosince 1959) je bývalý srbský atlet, běžec, reprezentující Jugoslávii.

## Sportovní kariéra
Na olympiádě v Moskvě v roce 1980 doběhl devátý ve finále na 1500 metrů. Stejného úspěchu dosáhl o dva roky později na evropském šampionátu v Athénách. Jeho největším úspěchem se stal titul halového mistra Evropy v běhu na 3000 metrů v roce 1983.